# Água Branca (Alagoas)
Água Branca (Agua Blanca) es un municipio brasileño del estado de Alagoas. Se localiza a una latitud 09º15'39" sur y a una longitud 37º56'10" oeste, estando a una altitud de 570 m s. n. m.. Es el segundo punto más alto de Alagoas. Su población estimada en 2007 era de 19.316 habitantes y posee un área de 456,6 km². 

## Historia
En el siglo XVII el territorio de Agua Branca formaba parte de las tierras de Paulo Afonso (BA) que comprendían también los actuales municipios de Bosque Grande, Piranhas y Delmiro Gouveia, siendo una de las ciudades más antiguas del Estado. Fue conocida como Bosque Pequeño, Matenía de Agua Branca, hasta que se convirtió en el municipio de Agua Branca. El nombre proviene de una sierra de la región, rica en arroyos de aguas muy limpias.